# Crematogaster algirica
Crematogaster algirica är en myrart som beskrevs av Lucas 1849. Crematogaster algirica ingår i släktet Crematogaster och familjen myror. Inga underarter finns listade i Catalogue of Life.